# Zala
Zala je 139 km dolga reka na madžarskem. Njen povprečen padec je 10 cm/km, hitrost toka je med 0,1 in 0,5 km/h, globina ne preseže 80 cm, širina pa je med 6 in 16 m.
Izvira v Železni županiji, natančneje v Szalafőju v Slovenskem Porabju, tik ob državni meji s Slovenijo. Najprej teče proti vzhodu čez Őriszentpéter in kmalu priteče v županijo Zala, ki ji je dala ime. Tok proti vzhodu se nadaljuje čez Zalalövő in Zalaegerszeg, kjer se najprej obrne proti severovzhodu, kmalu zatem pa proti jugu, kjer teče mimo kraja Zalabér. Kmalu po ponovnem zavoju proti vzhodu se južno od Keszthelyja izliva v Blatno jezero in predstavlja njegov edini pomembnejši pritok.
Porečje Zale je bilo v 9. stoletju del Spodnje Panonije, zaradi močvirnatega terena ob njenem izlivu v Blatno jezero je med slovanskimi plemeni dobila ime Blatna. Ob njej je nastalo tudi središče kneževine Urbs paludarum oz. Blatnograd ali Blatenski Kostel. Po drugi svetovni vojni so na domnevnem mestu te prestolnice, nekaj km zahodno od Blatnega jezera, odkrili temelje in do meter visoke ostanke zidov triladijske vzhodnofrankovsko suverenostbazilike s prizidanim prezbiterijem, ki segajo v čas Koclja ali morebiti celo Pribine. 
Močvirje, ki se danes imenuje Kis-Balaton, so do sredine 20. stoletja izsušili za potrebe kmetijstva. Ker so se v Blatnem jezeru kmalu pokazali negativni vplivi zaradi povečanega dotoka fosfatov in nitratov (kot posledica intenzivnega kmetijstva na izsušenem porečju), so že leta 1982 pričeli z obnovo mokrišča, kar so dosegli z izgradnjo več pregrad in vodnih zadrževalnikov. Rezultati tovrstnega naravnega filtriranja vode se že kažejo v izboljšanju razmer v jezeru.
Ob zgornjem toku reke danes teče pomembna železniška povezava med Slovenijo in Madžarsko.